# Helensburgh
Helensburgh (Baile Eilidh na Língua Gaélica) é uma cidade em Argyll and Bute, Escócia. Está localizada na costa norte do Estuário de Clyde e na costa leste da entrada do lago Gareloch.

## História
Helensburgh foi fundada em 1776 quando Sir James Colquhoun de Luss construiu uma estância termal no local do Castelo Ardencaple, que data de 1600. Ele então construiu a cidade a leste da estância no mesmo estilo da Cidade Nova de Edimburgo, e batizou a cidade em homenagem a sua esposa, Helen. Um serviço de balsa que construiu através do Estuário de Clyde até Greenock teve sucesso em atrair moradores que poderiam se transportar de seu trabalho até suas casas na nova cidade.
Em 1808, Henry Bell comprou os banhos termais e o hotel, e a supervisão deste passou a sua mulher, enquanto Bell se dedicava aos novos barcos a vapor, como o novo Charlotte Dundas e o 'North River Steamboat, que Robert Fulton tinha apresentado em Nova York.
Para melhorar os negócio hoteleiro, ele construiu o barco Comet e em 1812 apresentou à Europa o primeiro serviço de barco a vapor de sucesso, que trazia passageiros pelo Rio Clyde de Glasgow a Greenock e Helensburgh. O negócio de barcos a vapor de Clyde rapidamente se desenvolveu, e o píer de Helensburgh e de Craigendoran no leste da cidade se tornaram grandes pontos de partida.
O minerador de carvão Charles Harper, nascido em Helensburgh, emigrou para New South Wales (hoje um estado australiano) e se tornou o primeiro gerente da Metropolitan Coal Company, antes de morrer em um acidente em 1887. Neste ano, a empresa tomou a concessão das minas numa área a sul de Sydney conhecida como Camp Creek. Quando a mina de carvão abriu no ano seguinte, a cidade foi batizada como Helensburgh, possivelmente em homenagem à terra natal de Harper ou à sua filha, Helen. As duas Helensburghs são, hoje, cidades-irmãs.

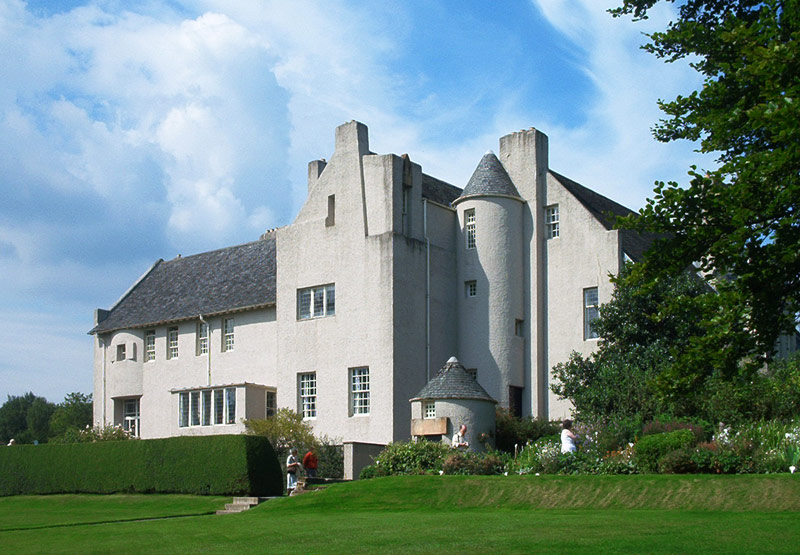
Hill House, em Helensburgh

Em 1903, Charles Rennie Mackintosh construiu a mansão Hill House, para Walter Blackie. A casa está situada na Colquhoun Street, no norte da cidade. Hoje é propriedade da National Trust for Scotland e é uma atração turística muito popular.
A cidade também é lembrada por ser a terra natal de um dos pais da televisão, John Logie Baird, a atriz Deborah Kerr, que foi indicada ao Oscar e Jack Buchanan.  O autor A. J. Cronin morou na cidade em sua infância.  Helensburgh foi também o lar do Reverendo John Christie, Moderador da Assembleia Geral da Igreja da Escócia, de 2010 a 2011.